# Georg Kronawitter
Georg Kronawitter (Oberthann, 21 de abril de 1928-Múnich, 28 de abril de 2016) fue un político alemán del SPD. Fue alcalde de Múnich de 1972 a 1978 y desde 1984 hasta 1993.

## Formación y entrada en la política
Después de asistir a la escuela primaria y la escuela de formación profesional agrícola, comenzó en 1944 a estudiar en la Escuela Superior de Pedagogía. Se vio obligado a interrumpir los estudios porque tuvo que ir al Reichsarbeitsdienst (en español Servicio Alemán de Trabajo) durante Segunda Guerra Mundial. Después de haber trabajado como peón auxiliar tras finalizar la contienda, continuó su formación profesional para la docencia. En 1952 pudo hacer por fin el bachillerato y a continuación empezó a estudiar ciencias económicas, pedagogía y sociología en la Universidad de Múnich. En 1956 aprobó el examen para profesor mercantil.

## Vida política
Durante largos años fue alcalde de Múnich (a partir de 1972), pero en 1978 fue sustituido por Erich Kiesl del CSU, aunque retomó el cargo en 1984 hasta 1993. En este último año sería sucedido por Christian Ude. Un año después hasta 1998, Kronawitter fue diputado en el Parlamento Regional Bávaro.
Kronawitter estuvo casado con la exrepresentante estatal Hildegard Kronawitter y tuvo dos hijos.

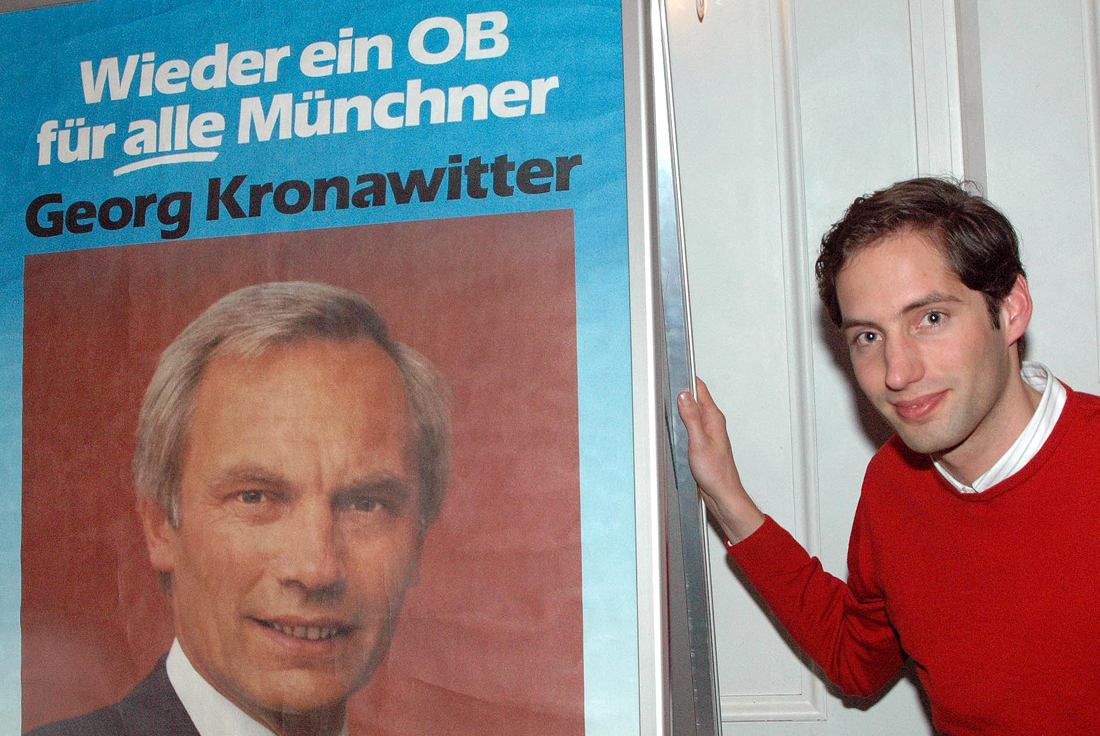
Florian Kronawitter con un cartel de la campaña de su padre (George Kronawitter) de 1984.

## Premios
- 1978 - Ludwing Thoma (Medalla por su valentía y coraje)
- 1997 - Medalla de Ciudadano de Oro de la Ciudad de Múnich
- 1997 - Orden del Mérito de Baviera